# 魂を抱いてくれ
「魂を抱いてくれ」（たましいをだいてくれ）は、1995年10月25日に発売された氷室京介の11枚目のシングル。

## 解説
- ポリドール移籍後初のシングルで、作詞は初顔合わせの松本隆が担当。
- 1位は逃したものの、氷室のシングルでは2番目のヒットとなった。

## 収録曲
全作曲：氷室京介
1. 魂を抱いてくれ
  - 作詞：松本隆 / 編曲：佐橋佳幸

テレビ朝日系ドラマ『風の刑事・東京発!』主題歌。
また、パイオニア「carrozzeria」のCMソングにも起用。
なお、テレビにほとんど出演しないことで知られる氷室ではあるが、この曲は1998年『HEY!HEY!HEY! MUSIC CHAMP』で生バンドで披露。後に2005年『僕らの音楽』でも披露。
6thアルバム『MISSING PIECE』ではアルバムバージョンで、シングルよりもアウトロが長い。
シングルバージョンは、ベストアルバム『Collective SOULS 〜THE BEST OF BEST〜』に収録。
2. MIDNIGHT EVE
  - 作詞：松井五郎 / 編曲：氷室京介、美久月千晴

DDIセルラー電話（現：au）のCMで使用された。
シングルバージョンはアルバム未収録。

## 収録アルバム
魂を抱いてくれ
- MISSING PIECE (ALBUM MIX)
- Collective SOULS 〜THE BEST OF BEST〜
- Beat haze odyssey (nylon-guitar version)（初回限定盤のみ）
- Ballad〜La Pluie (nylon-guitar version)
- Case of HIMURO
- 20th Anniversary ALL SINGLES COMPLETE BEST JUST MOVIN' ON 〜ALL THE-S-HIT〜
- KYOSUKE HIMURO 25th Anniversary BEST ALBUM GREATEST ANTHOLOGY (ALBUM MIX)
- L'EPILOGUE

MIDNIGHT EVE
- MISSING PIECE (ALBUM MIX)

## ライブ映像作品
魂を抱いてくれ
- The One Night Stands 〜TOUR "COLLECTIVE SOULS" 1998〜
- CASE OF HIMURO 15th Anniversary Special LIVE
- KYOSUKE HIMURO TOUR2003 "HIGHER THAN HEAVEN"AT YOYOGI NATIONAL STADIUM
- KYOSUKE HIMURO COUNTDOWN LIVE CROSSOVER 05-06 1st STAGE/2nd STAGE
- KYOSUKE HIMURO 25th Anniversary TOUR GREATEST ANTHOLOGY -NAKED-FINAL DESTINATION DAY-01
- KYOSUKE HIMURO 25th Anniversary TOUR GREATEST ANTHOLOGY -NAKED-FINAL DESTINATION DAY-02
- KYOSUKE HIMURO LAST GIGS
- KYOSUKE HIMURO THE COMPLETE FILM OF LAST GIGS